# Pointe de la Petite Vigie
La pointe de la Petite Vigie est un cap de la Guadeloupe situé à Anse-Bertrand. 
Le terrain a été acquis par le Conservatoire du Littoral en 2003.
Elle forme avec la pointe Laborde, la plage de l'Anse Laborde. 

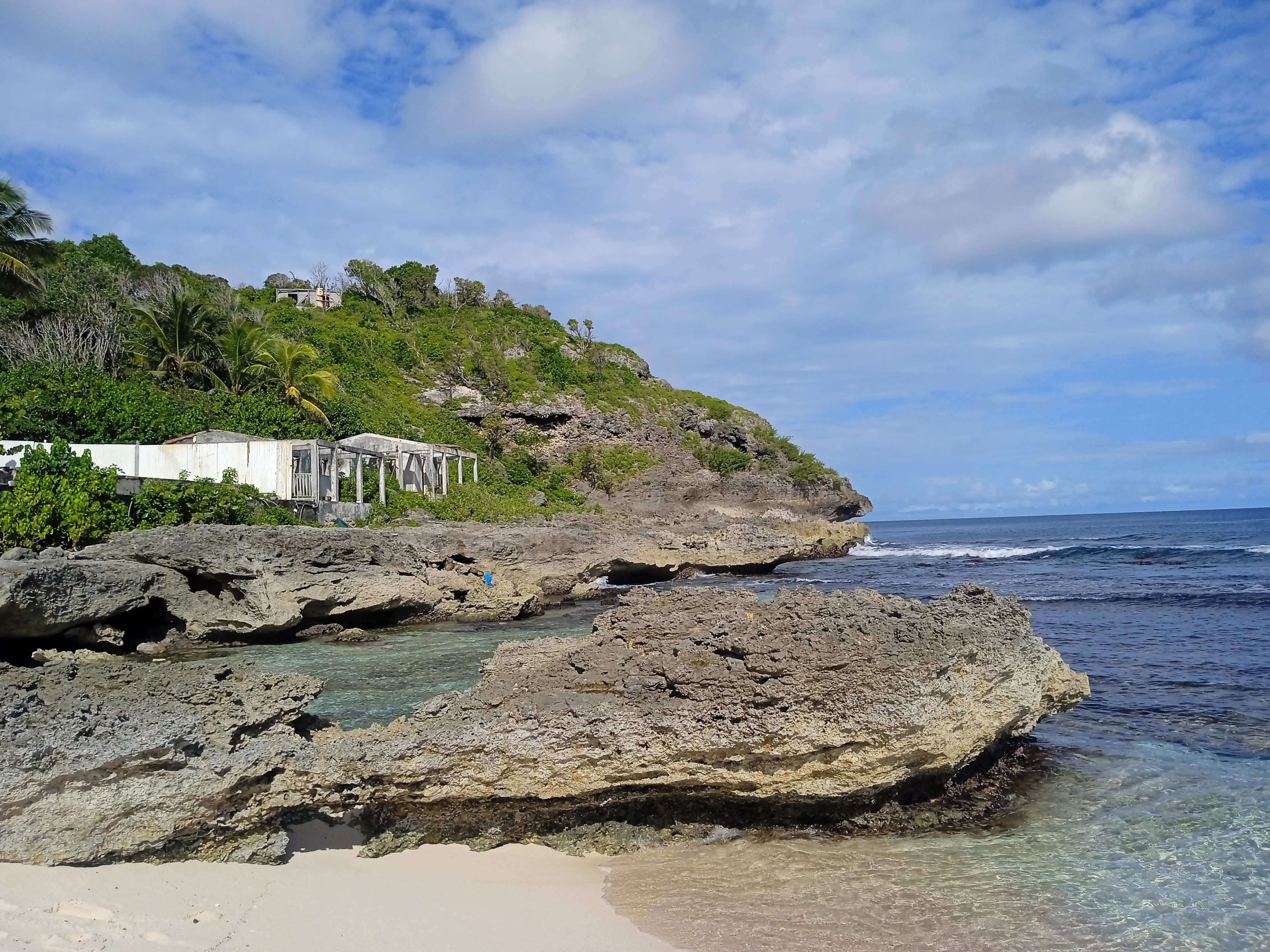
Pointe de la Petite Vigie par Anse Laborde.